# 2. Liga (Polen)
Die 2. Liga ist die dritthöchste Spielklasse im polnischen Fußball. Sie wurde erstmals 1953 ausgetragen.
Von 1953 bis zur Saison 2007/08 hieß der Wettbewerb 3. Liga, ab der Saison 2008/09 2. Liga. In den ersten Jahren wurde der Modus immer wieder verändert. So bestand die Liga meistens aus zwei oder vier Staffeln, zeitweise gab es jedoch auch 16 oder 20 Staffeln. Ab dem Sommer 1962 wurde die Saison nicht mehr im Kalenderjahr ausgetragen, sondern die Liga wurde an das System der großen europäischen Fußball-Ligen angepasst.
Seit der Saison 2008/09 spielten 36 Vereine in der Liga, die auf zwei Gruppen (West und Ost) mit je 18 Vereinen aufgeteilt waren. Die Erst- und Zweitplatzierten jeder Gruppe stiegen direkt in die 1. Liga auf, die letzten vier jeder Gruppe in die 3. Liga ab.
Am 21. Juni 2013 gab der polnische Fußballverband PZPN die Zusammenführung beider Gruppen zu einer Liga mit 18 Vereinen ab der Spielzeit 2014/15 bekannt.

## Vereine 2025/26
| Mannschaft                 | Stadt         | Vorsaison           |
| -------------------------- | ------------- | ------------------- |
| Warta Poznań               | Posen         | 1. Liga 17. Platz ▼ |
| Stal Stalowa Wola          | Stalowa Wola  | 1. Liga 18. Platz ▼ |
| Chojniczanka Chojnice      | Chojnice      | 4. Platz            |
| Świt Szczecin              | Stettin       | 5. Platz            |
| KKS 1925 Kalisz            | Kalisz        | 6. Platz            |
| Podbeskidzie Bielsko-Biała | Bielsko-Biała | 7. Platz            |
| Hutnik Kraków              | Krakau        | 8. Platz            |
| Zagłębie Sosnowiec         | Sosnowiec     | 9. Platz            |
| CWKS Resovia               | Rzeszów       | 10. Platz           |
| GKS 1962 Jastrzębie        | Jastrzębie    | 11. Platz           |
| ŁKS Łódź II                | Łódź          | 12. Platz           |
| Rekord Bielsko-Biała       | Bielsko-Biała | 13. Platz           |
| Olimpia Grudziądz          | Grudziądz     | 14. Platz           |
| Unia Skierniewice          | Skierniewice  | 1. Platz Gruppe 1 ▲ |
| Sokół Kleczew              | Kleczew       | 1. Platz Gruppe 2 ▲ |
| Śląsk Wrocław II           | Breslau       | 1. Platz Gruppe 3 ▲ |
| Sandecja Nowy Sącz         | Nowy Sącz     | 1. Platz Gruppe 4 ▲ |
| Podhale Nowy Targ          | Nowy Targ     | 2. Platz Gruppe 4 ▲ |